# 코소보 전투
코소보 전투 또는 1차 코소보 전투는 1389년 비도브단(6월 15일, 오늘날은 28일)에 중세 세르비아 왕국과 오스만 제국 사이에 벌어진 전투이다. 코소보 전투는 세르비아 인의 국가 역사, 전통과 신화에 중요한 부분이다.
전투를 기록한 믿을 만한 기록은 부족하지만 동시에 일어난 전투(앙카라 전투나 니코폴리스 전투와 같은)와 비판적인 비교를 통해 믿을 만한 재구성이 가능하다.

## 준비

### 군대의 움직임

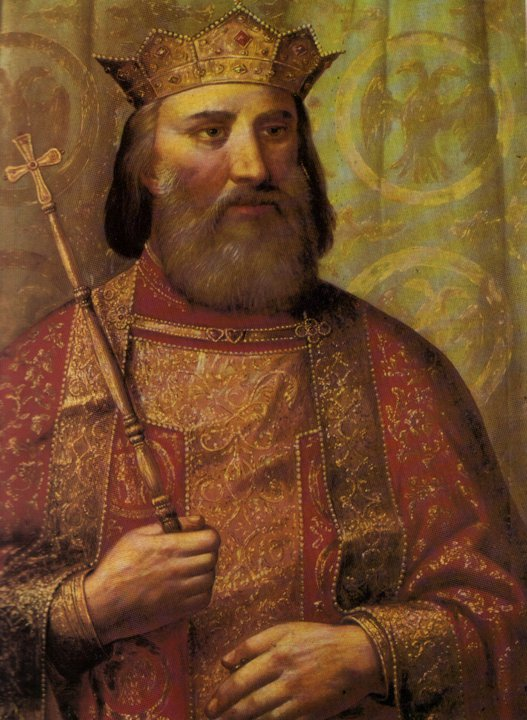
세르비아왕 라자르

세르비아군이 오스만 제국군을 플로크니크 전투에서 패퇴시킨 이후, 오스만의 통치권을 장악한 술탄 무라드 1세는 1389년 여름 그의 군대를 필리포폴리스(플로브디브)에 집결시키고, 3월 3일 이히티만을 출발했다. 그곳으로부터 무라드의 군대는 벨부즈드(큐스텐딜)와 크라토보를 횡단했다. 라자르의 영지에 바로 접근할 수 있는 소피아와 니자바 계곡을 지나는 다른 루트보다 더 긴 길을 지나 오스만 군은 전략적으로 중요하며 발칸반도의 중요한 통상로 중 하나인 코소보로 향했다. 코소보에서 무라드의 군대는 라자르, 혹은 부크의 영지 둘 중 하나를 공략할 수 있었으며, 이탈리아로 움직일 수도 있었다. 코소보에서 머물고 있는 동안 무라드와 그의 군대는 쿠마노보, 프레제보와 근지란을 지나 프리스티나로 향했고 그들은 6월 14일 그곳에 도착할 수 있었다.
그러나 그들은 라자르의 준비에 대하여 많은 정보를 얻을 수 없었는데 이는 무라드가 그의 군대를 주즈나 모라바의 강둑 근처에 있는 니시에 군대를 집결시킨 것을 보아 추측할 수 있다. 무라드의 군대는 그들이 무라드가 프로쿠플제를 통과해 코소보로 향하기 위해 벨부즈드로 이동하는 것을 알기 전까지 니시에 머물러 있었다. 세르비아의 기독교 군단을 지휘하는 라자르군은 코소보에서 무라드의 군대와 만나게 되었다. 이는 라자르가 선택한 최상의 전장이었으며, 이는 그가 무라드의 군대의 이동을 가능한 한 마음대로 조절할 수 있었다는 것을 뜻한다.

### 군대의 구성
얼마나 많은 군사가 있었지는 확실하지 않다. 그리고 후세의 많은 기록들은 그들의 규모를 과장하곤 했는데, 그 규모는 심지어 백만에 이르기까지도 한다.
무라드의 군대는 27,000~40,000명이었을 것이다. 만약 무라드의 군대가 40,000명 정도로 추산된다면, 그의 군대는 2,000명~ 5,000명 정도의 예니체리군단,, 2,500명 정도의 무라드 근위 기병대, 6,000명의 사파위 기병대, 20,000명의 아잡스(비정규 경무장 보병)와 아킨시스(비정규 경무장 기병), 그리고 8,000명의 그의 봉신으로 구성되어 있었을 것이다.
라자르의 군대는 12,000- 30,000명으로 추정되는데, 만약 이것이 25,000명으로 추산된다면 라자르의 지휘하에는 15,000명의 병력이 있고, 5,000명은 세르비아의 귀족인 코소보의 부크 브란코비치의 휘하에 있으며 나머지는 세르비아의 군사령관인 보스니아의 블라트코 부코비치의 지휘하에 있었다. 이들중에 약 몇천정도가 중무장 기병대였으나 아마 그중의 수백정도가 풀 플레이트 아머를 장비하고 있었을 것이다.
양군은 일부의 외국인 군대를 포함하고 있었다. 예를 들어 세르비아군 내부에는 크로아티아의 반과 이반 팔리즈나에서 온 소수의 부대와 불확실하지만 보스니아에서 온 부대도 일부 있었을 것이다. 반면에 오스만군은 세르비아의 귀족인 콘스탄티 데자노비치의 지원을 받았다. 이는 일부 연구자로 하여금 군대를 동맹군으로 묘사하게끔 하였다.

## 전투

코소보 평원에 전투 전 배치된 양군진형

### 군대의 배치
양군은 코소보 평원에서 만났다. 오스만 군은 무라드에 의해 지휘되고 있었으며 우익은 그의 아들 바예지드에게, 좌익 역시 아들인 야쿠브에 의해 지휘되고 있었다. 약 1,000명의 궁병들이 양익의 전열에 배치되어 있었으며 아잡스와 아킨시스에 의해 보조되고 있었으며, 중앙 전열에는 예니체리들이 배치되어 있었고 중앙의 배후에서 기병 호위군에 둘러싸인 무라드가 있었다. 마지막으로 배후의 보급 마차는 적은 수의 기병들에 의해 보호되고 있었다.
발칸 동맹군은 세르비아의 공작 라자르가 중앙에 위치했고 불크가 우익에, 블라코가 좌익에 위치했다. 발칸 군의 전위에는 중장 기병대가 배치되어 있었고, 양 익의 후위에는 궁병들이 배치되어 있었다. 오스만 군과 발칸군의 중앙은 서로 겹쳐지는 수평으로 배치되었으나, 완벽하게 대칭된 것은 아니었다.
| “ | 화살의 물결이 움직임 없는 강철의 산과 같이 서 있던 세르비아 군에게 다가왔을 때 그들은 세차게 밀려오는 바다와 같이 말을 달리기 시작했다. | ” |

### 전투의 시작
전투는 오스만 궁병들이 그들을 향해 돌진하는 세르비아 중장기병들에게 화살을 날림으로써 시작되었다. 처음의 배치는 V자 모양의 형태였으며 세르비아 기병들은 오스만군의 좌익을 통해 적을 격파하려 하였으나 오스만군의 중앙과 우익의 반격에 의해 성공하지 못했다.

### 투르크의 반격
발칸군은 첫 번째 돌격을 통해 야큐브 셀레비가 지휘하고 있던 오스만군 날개에 심각한 타격을 주었다. 보관됨 2011-07-16 - 웨이백 머신 기사들의 돌격이 끝난 이후, 오스만군의 경장 기병들과 경무장 보병들은 반격하는 동안 자신들의 이점을 살릴 수 있었고, 발칸군의 무거운 갑옷은 곧 불리함으로 변하게 되었다. 중앙에서 발칸 병사들은 블락토 부코비치의 지휘하에 있는 군세들이 바예지트의 군세를 저지함으로써 오스만 군을 밀어내려 하였다. 반격중인 오스만 군은 발칸군을 밀어붙였고, 시간이 지날수록 유리해졌다. 이 전투를 통해서 번개("the thunderbolt")라는 별명을 얻고, 후에 술탄이 되는 바예지드 1세가 반격을 이끌었다. 날이 지자, 오스만군은 전투의 승리를 확정지었다.

### 무라드의 죽음
투르크의 역사적 기록에 따르면 무라드 1세는 전투가 끝나고 전장을 시찰하던 중 죽은척 하고 있던 밀로슈 오빌리치에 의해 살해된 것으로 믿어진다. 반면에, 세르비아의 기록은 밀로슈 오블리치가 탈영했다는 거짓말로 투르크군의 본진에 잠입한 후 무라드 1세를 암살했다고 강력히 주장한다. 밀로슈 오블리치는 술탄의 바로 앞에서 무릎꿇고 있다가 술탄의 배를 찔러 그를 죽였다는 것이다. 밀로슈 오블리치는 즉각적으로 술탄의 호위병들에게 살해당했다. 무라드는 전투에서 사망한 오스만의 유일한 술탄이다. 그의 아들 바예지드는 전투가 계속되는 동안, 즉각적으로 술탄의 죽음을 알리고 그의 동생 야쿠브를 부른다. 그리고 그에게 아버지의 죽음을 알리고 병사들에게 새로운 명령을 내린다. 야쿠브가 도착한 뒤, 야쿠브는 교살당하고, 이로써 바예지드는 유일한 왕권의 계승자가 된다.
술탄의 무덤은 오늘날에도 전장의 외각에 남아있다. 터키와 세르비아의 교전으로 인해 이곳의 상황이 불안정했음에도 불구하고 무덤은 약탈당하거나 파괴되지 않았다.

## 영향
코소보 전투는 오스만의 중대한 승리였으며 1371년 마리차 전투 이후 두 번째로 발칸인들, 특히 세르비아 인들을 절망에 빠트린 패전이었다. 이 두개의 전투는 모두 중대한 영향을 끼쳤는데, 세르비아인의 심각한 패배는 오스만 군에게 공납을 바치고, 병사를 제공하는 종속국가로 만드는 결과를 낳았다.
전투로 말미암아 세르비아 왕인 라자르가 전사하였다. 바예지드 1세는 라자르의 아들 스테판을 주요 동맹으로 만들었으며 스테판의 딸을 아내로 맞이하여 혼인관계를 맺고 바예지드가 그뒤에 치르는 많은 싸움에서 중요한 구실을 맡도록 하였다. 보관됨 2008-05-12 - 웨이백 머신
코소보 전투는 이후 세르비아 애국주의의 상징이 되었고 오스만 치하에 있던 19세기에 독립에 대한 열의를 불러일으키는 구실을 했다. 코소보 전투의 상징성은 또한 20세기 후반의 코소보 전쟁동안 현대적인 맥락에서 쓰이기도 하였다.

## 같이 보기
- 가지메스탄
- 비도브단